# Iglesia de San Francisco de Asís (Barquisimeto)
La Iglesia San Francisco de Asís en Barquisimeto, Venezuela, (También Llamada Antigua Catedral de Barquisimeto) es un templo católico ubicado en la plaza Lara entre la avenida 17 y calles 22 y 23. Se realizó en 1832 sobre las ruinas de la capilla de un convento de Nuestra señora de la Purificación de la orden Franciscana. Fue deteriorada tras terremoto ocurrido 1865.

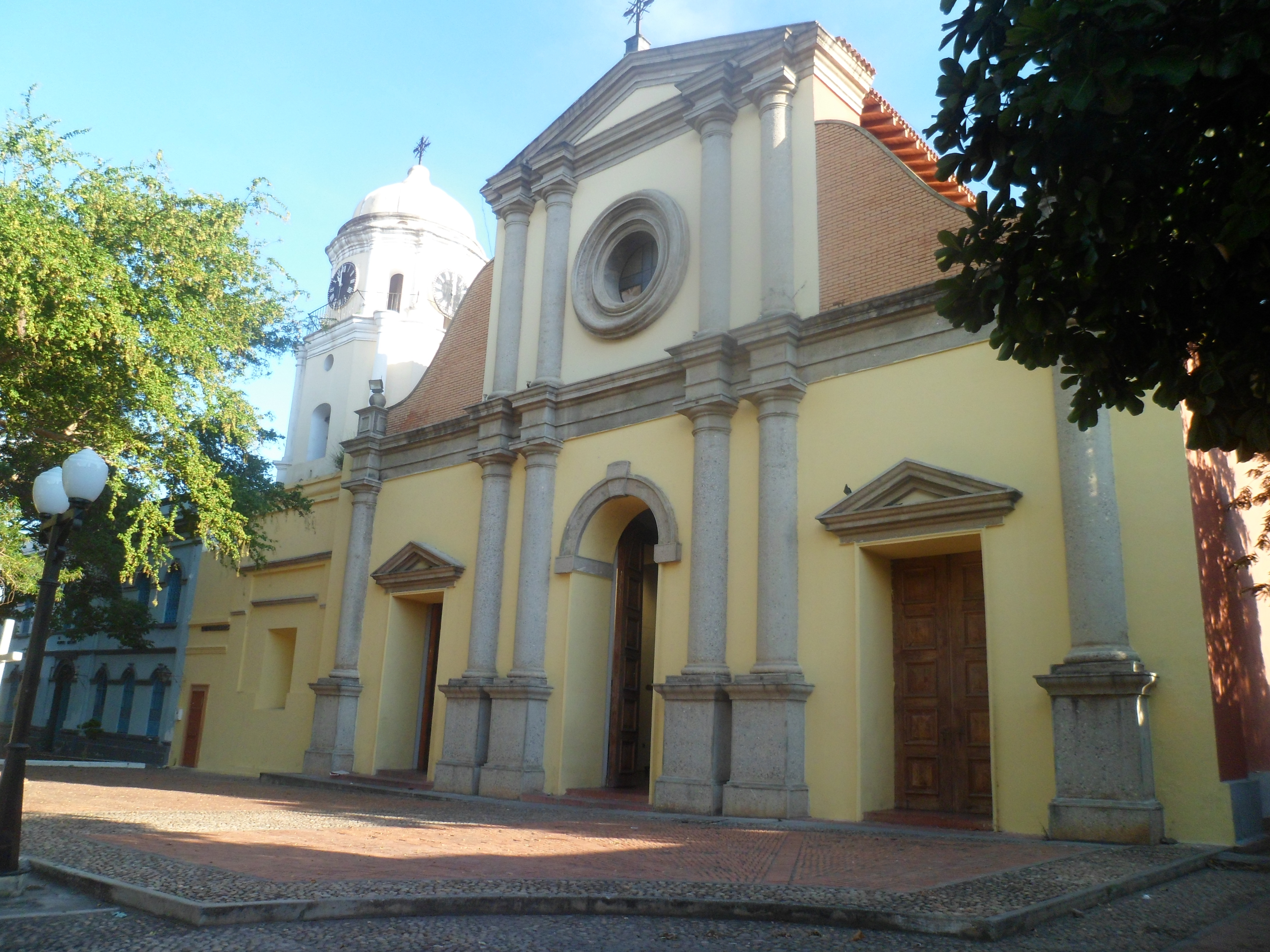
Fachada de la iglesia San Francisco de Asís

## Historia
La construcción de la primera Catedral de Barquisimeto se inicia en 1636, cuando se confiere el permiso por el Gobernador Francisco Núñez Melena, promulgado desde su residencia en Puerto Rico. Esta capilla de Franciscanos fue la antigua Catedral de Barquisimeto. 
El terremoto de 1812 lleva esta construcción a escombros y fue en 1865 cuando se termina su reconstrucción. En 1950 se siente en Barquisimeto otro terremoto, de mayor escala en El Tocuyo, y lleva a un nuevo y gran deterioro a la capilla.
A raíz de ello, el Ministerio de Obras Públicas decide demoler el templo, quedando originales tan solo la torre del campanario (1865) y el reloj (1888). 
Nuevamente en el año 1950 ocurre el terremoto del tocuyo, que ocasionó nuevos y grandes deterioros a la capilla. 
Yace a raíz de ello, la idea del Ministerio de Obra Públicas de demoler el templo, y trasladar la Catedral de Barquisimeto hacia una nueva edificación, ubicada actualmente en la avenida Venezuela entre avenida Simón Rodríguez y calle 30.

## Descripción
La iglesia San Francisco de Asís Tras la demolición realizada luego del terremoto del tocuyo, sólo quedó la torre del campanario y el reloj de la capilla. Se reconstruyeron las arcadas interiores, la parte del altar mayor, la cúpula, y la fachada con concreto martillado siendo esta la que se refleja actualmente. Además de esto, cuenta con cercos de terracota, las paredes laterales son de tierra fichada y su techo es de madera cubierta de tejas. 
Esta iglesia cuenta con 3 puertas laterales y una principal, cabe destacar que se ha dado una nueva forma, se eliminó dos compuertas y se remodeló la cúpula del altar mayor. Cuenta con cuatro arcos y uno de ellos es el único que se conserva en su totalidad desde su primera remodelación. Esto permite demostrar el existente desnivel de la fachada actual en comparación con la de antes.
Dentro del campanario existe un reloj de pesas que actualmente no está en uso a pesar de que está en perfecta condiciones.
Posee algunas de obras de artes, tales como una escultura de los 12 apóstoles tallada, una de la Santísima Trinidad cromada, una talla en madera del nazareno la cual fue realizada por Isabel Yépez de Campo a finales del siglo XIX. También se encuentra una figura de bronce que representa el descendimiento de Jesucristo. 
En el templo están enterrados los obispos Aguedo Felipe Alvarado y Enrique Amburg.